# Vinare, Velikovec
Vinare (nemško Unarach) je naselje v Občini Velikovec v Okraju Velikovec na Koroškem v Avstriji.